# IC 4457
IC 4457 је елиптична галаксија у сазвјежђу Волар која се налази на листи објеката дубоког неба у Индекс каталогу.
Деклинација објекта је + 18° 13' 28" а ректасцензија 14h 34m 28,9s. Привидна величина (магнитуда) објекта IC 4457 износи 15,2 а фотографска магнитуда 16,2.